# Pachydissus vicarius
Pachydissus vicarius là một loài bọ cánh cứng trong họ Cerambycidae.